# Germ (Altos Pirenéus)
Germ é uma comuna francesa na região administrativa de Occitânia, no departamento dos Altos Pirenéus. Estende-se por uma área de 12,55 km². Em 2010 a comuna tinha 36 habitantes (densidade: 2,9 hab./km²).